# 乌剌尼亚

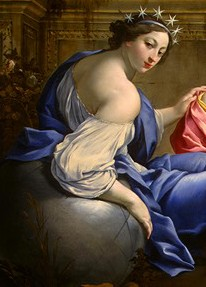
乌剌尼亚

乌剌尼亚（希腊语：Ουρανία，字面意思是“天堂的”）希腊神话中的九位缪斯之一。
乌剌尼亚是司天文学与占星术的缪斯。她通常被描绘成这样的形象：左手持天球仪，右手拿指挥棒，脚放在一只海龟上，眼睛望向天空。  
根据保萨尼阿斯的说法，乌剌尼亚与阿波罗生了著名的音乐家利诺斯。另外，婚姻之神许墨奈俄斯也可能是乌剌尼亚与阿波罗的儿子。

## 资料来源
- 《世界神话辞典》，辽宁人民出版社，ISBN 7-205-00960-X